# Alberto Ruschel
Alberto Manuel Miranda Ruschel, mais conhecido como Alberto Ruschel (Estrela, 21 de fevereiro de 1918 — Rio de Janeiro, 18 de janeiro de 1996), foi diretor, produtor e roteirista de cinema, e ator de cinema e televisão brasileiro descendente de ilustre família com raízes teutônicas.
Já no Rio de Janeiro, tornou-se cantor do conjunto Quitandinha Serenaders. Foi através do amigo Grande Otelo que chegou ao cinema, estreando em 1947 no filme Este mundo é um pandeiro. Logo se tornou um galã da Atlântida, fazendo vários filmes com o diretor Watson Macedo.
Veio para São Paulo e participou do início da Companhia Vera Cruz, atuando como microfonista e técnico de som até estrear em 1951 em Ângela, de Tom Payne e Abílio Pereira de Almeida.
Em 1953 chega a sua grande oportunidade e como o Teodoro de O Cangaceiro, até hoje um dos maiores sucessos do cinema brasileiro, ele se transformou em um astro do cinema, inclusive internacional. Passou a escolher filmes de ação e rodou na Argentina, nos Estados Unidos e na Espanha.
Atuou em mais de trinta filmes e chegou a dirigir um, Pontal da Solidão, em 1973. Foi um ator de cinema, e sua única experiência na TV aconteceu em 1979, já no fim da carreira, quando participou de O Todo-Poderoso na TV Bandeirantes.
Quando morreu, aos 77 anos, Alberto Ruschel vivia no Retiro dos Artistas, no Rio de Janeiro. Ele se recuperava de uma cirurgia no coração quando teve uma hemorragia fatal no duodeno.

## Filmografia

### Cinema
| Ano  | Título                              | Personagem                 | Notas                                     |
| ---- | ----------------------------------- | -------------------------- | ----------------------------------------- |
| 1981 | A Volta de Jerônimo                 | Coronel Theodomiro         |                                           |
| 1979 | Desejo Selvagem                     | Homem sanguinário          |                                           |
| 1979 | O Guarani                           | —                          |                                           |
| 1979 | Iracema, a Virgem dos Lábios de Mel | Araquém                    |                                           |
| 1979 | Os Trombadinhas                     | Gordo                      |                                           |
| 1976 | Pontal da Solidão                   | Velho marinheiro           |                                           |
| 1975 | O Grande Rodeio                     | Fazendeiro                 |                                           |
| 1975 | Intimidade                          | Pedro                      |                                           |
| 1974 | A Noiva da Noite                    | Diretor do presídio        |                                           |
| 1970 | O Palácio dos Anjos                 | José Roberto               |                                           |
| 1966 | Riacho do Sangue                    | Ponciano                   |                                           |
| 1966 | Três Histórias de Amor              | —                          | Segmento: "A Construção - Amor na Cidade" |
| 1965 | Luta nos Pampas                     | Membro da polícia          |                                           |
| 1964 | Aconcagua                           | Integrante do destacamento |                                           |
| 1961 | A Morte Comanda o Cangaço           | Raimundo Vieira            |                                           |
| 1958 | O Capanga                           | Isidoro                    |                                           |
| 1958 | Matemática Zero, Amor Dez           | Carlos Santos              |                                           |
| 1957 | Cara de Fogo                        | Luís                       |                                           |
| 1957 | Paixão de Gaúcho                    | Jango                      |                                           |
| 1956 | Ha pasado un hombre                 | Roque                      |                                           |
| 1956 | El puente del diablo                | Pablo                      |                                           |
| 1955 | Orgullo                             | Enrique Alzaga             |                                           |
| 1955 | Três Garimpeiros                    | Alberto Prado              |                                           |
| 1953 | O Cangaceiro                        | Teodoro                    |                                           |
| 1953 | Esquina da Ilusão                   | Dante Rossi                |                                           |
| 1952 | Apassionata                         | Luiz Marcos                |                                           |
| 1952 | Terra É sempre Terra                | —                          |                                           |
| 1951 | Aí Vem o Barão                      | Ele mesmo                  | integrante do Quitandinha Serenaders      |
| 1951 | Ângela                              | Dinarte                    |                                           |
| 1950 | Não É nada Disso                    | Ele mesmo                  | integrante do Quitandinha Serenaders      |
| 1948 | É Com Este Que Eu Vou               | Ele mesmo                  | integrante do Quitandinha Serenaders      |
| 1948 | ... E o Mundo Se Diverte            | Alberto                    |                                           |
| 1947 | Este Mundo É Um Pandeiro            | Ele mesmo                  | integrante do Quitandinha Serenaders      |
| 1947 | Não Me Digas Adeus                  | Ele mesmo                  | integrante do Quitandinha Serenaders      |

Parte Técnica
| Ano  | Título                 | Diretor | Roteirista | Produtor |
| ---- | ---------------------- | ------- | ---------- | -------- |
| 1976 | Pontal da Solidão      | Sim     | Sim        | Não      |
| 1970 | A Arte de Amar Bem     | Não     | Não        | Sim      |
| 1970 | Cléo e Daniel          | Não     | Não        | Sim      |
| 1968 | O Homem Nu             | Não     | Não        | Sim      |
| 1966 | As Cariocas            | Não     | Não        | Sim      |
| 1966 | Três Histórias de Amor | Não     | Não        | Sim      |

### Na televisão
| Ano  | Título             | Personagem |
| ---- | ------------------ | ---------- |
| 1979 | O Todo Poderoso    | Médico     |
| 1957 | Grande Teatro Tupi | —          |